# Francesco Lazzari
Francesco Lazzari (1791 – Venezia, 1871) è stato un architetto italiano.

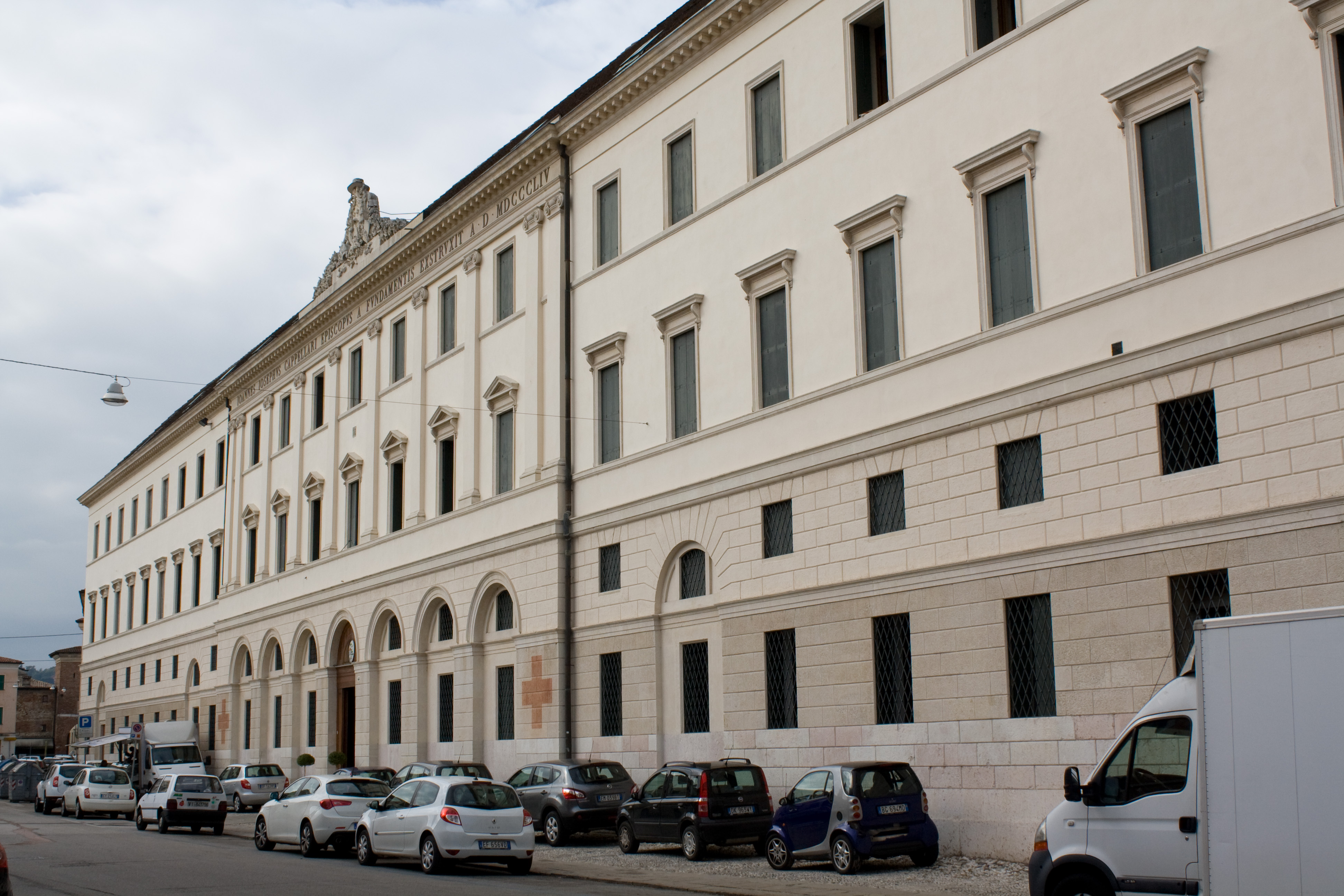
Facciata del Seminario vescovile di Vicenza.

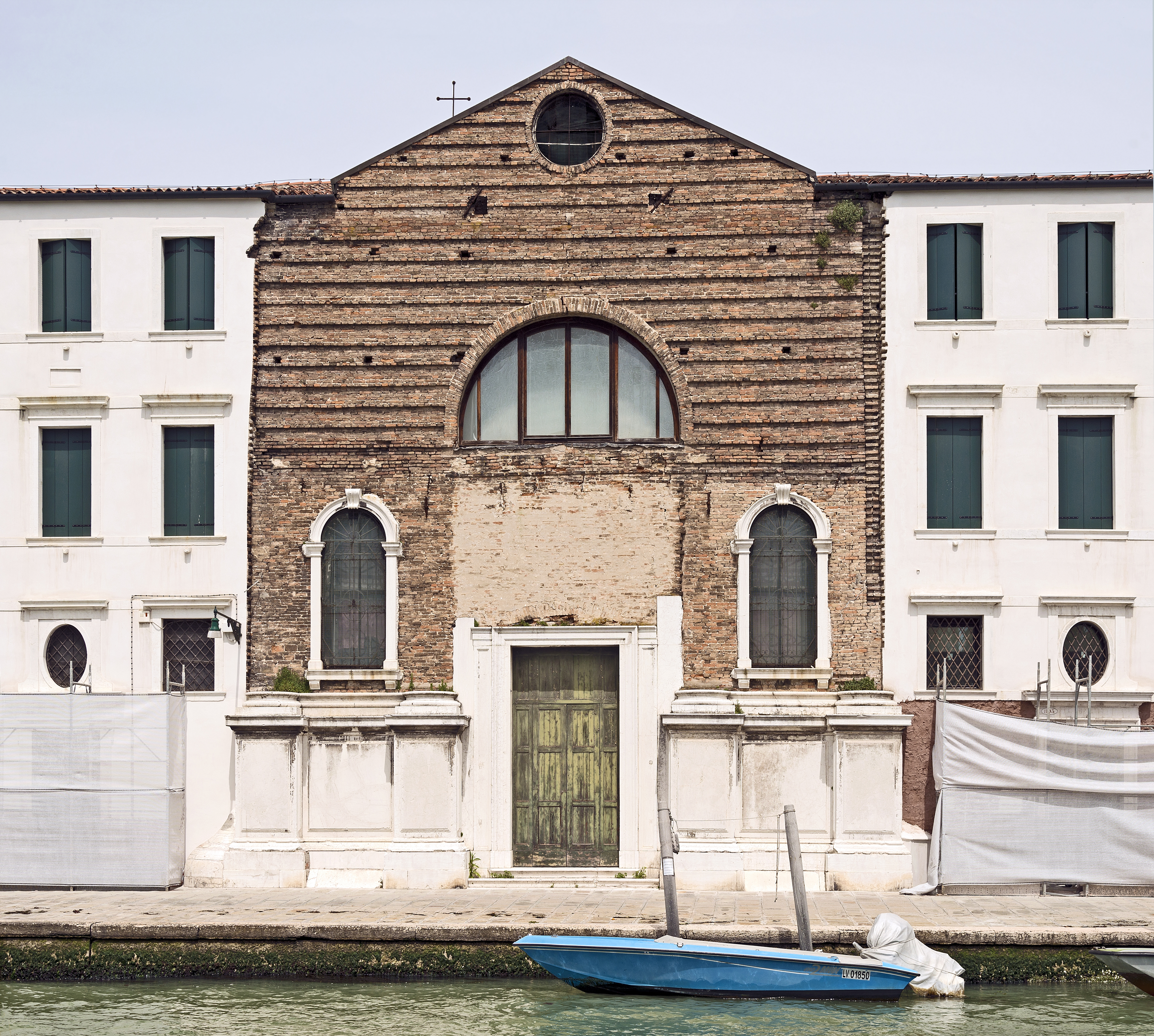
Facciata - incompiuta - di Santa Maria delle Penitenti a Venezia.

Delle sue origini si conosce ben poco: non è noto il luogo di nascita, e tanto meno la famiglia di provenienza. In una tavola del 1809 e nell'edizione del 1858 delle sue Lettere del veneto architetto Tommaso Temanza compare con il doppio cognome Wchowich-Lazzari.
Studente dell'Accademia di Venezia, fu l'allievo prediletto di Giannantonio Selva. Nel 1813 fu chiamato da quest'ultimo a collaborare all'opera Fabbriche più conspicue di Venezia e fu proprio il Lazzari a portarla a compimento dopo la morte del maestro, avvenuta nel 1819. Dopo questo evento, inoltre, gli succedette alla cattedra di architettura.
Di Lazzari si conoscono poche opere perché, secondo Elena Bassi, fu "più teorico che pratico". A detta di Giambattista Cecchini fu più prolifico come progettista di addobbi, ma di questa attività non resta traccia.
Nel 1828 fu incaricato di proseguire il restauro dell'ex convento della Carità di Venezia, adibito dal 1808 a sede dell'Accademia. In realtà vi stava attendendo già da tempo come direttore dei lavori progettati a suo tempo dal Selva.
Al 1822 dovrebbe risalire il progetto presentato per al concorso della chiesa di Sant'Antonio, a Trieste. Le linee dei disegni mostrano dei chiari rimandi al neoclassicismo palladiano e in particolare alla chiesa del Redentore. Lo stesso stile viene riproposto in un progetto, non datato, per un oratorio di campagna.
Altri disegni, relativi al concorso del 1843 per l'ampliamento del cimitero di San Michele, sembrano invece avvicinarsi al complesso dell'isola di San Cristoforo concepito dal Selva. Vi si rileva, in particolare, un motivo su colonne doriche ravvisabile anche in un secondo progetto, quello per un palazzo della Borsa, con influenze anglosassoni derivate, forse, dalla facciata dell'Archivio di Edimburgo, di Robert Adam.
Di certo si avvicina all'Adam, ma anche a Giacomo Quarenghi, il progetto di un teatro diurno con esedre all'estremità dei corpi laterali collegate al volume centrale mediante un portico.
Le già citate colonne doriche si ritrovano anche nel disegno di un mausoleo per la sepoltura di famiglie regnanti. La maestosità di quest'ultimo si riscontra pure nel Palazzo da erigersi su un colle seguendo le indicazioni del Serlio.
Tra le scarse opere effettivamente realizzate, merita un cenno il campanile della parrocchiale di Istrana (1828), considerato il primo esempio di architettura neogotica prodotto dalla sua generazione, e la Gipsoteca canoviana di Possagno (1834-1836), commissionata da Giovanni Battista Sartori per raccogliere i gessi del fratellastro Antonio Canova. Si citano poi la facciata della chiesa di Santa Maria delle Penitenti a Venezia, rimasta incompiuta, palazzo Venier a Monselice e il Seminario vescovile di Vicenza.
Per il resto, la carriera del Lazzari fu assorbita dall'insegnamento all'Accademia e dalla partecipazione alle istituzioni municipali. Nel 1856, per questioni di salute, venne posto in quiescenza e non si occupò più di nulla.